# Joseph Émile Stucky de Quay
Joseph Émile Stucky de Quay (? – Quelimane, 13 de junho de 1927), primeiro e único conde de Stucky de Quay, foi um empresário suíço, fundador da Companhia do Boror, em Moçambique.
Casou-se com Irène de Bonfils de Rochon de Lapeyrouse, com a qual teve dois filhos, Tristao e Georges Stucky de Quay (gêmeos) que foi o pretendente do título após a morte do pai. Georges teve quatro filhos, Chantal, Yves, Patrique e Josee, sendo os atual pretendentes do título de conde Stucky de Quay.
Georges Stucky de Quay escreveu La Campagne du Boror, livro sobre a Companhia do Boror, Moçambique, publicado em 1935.